# Syddjurs Gymnasium
Syddjurs Gymnasium (indtil 1. september 2021 Rønde Gymnasium) er et offentligt gymnasium beliggende i Rønde, Syddjurs. Det fungerer som lokalt gymnasium for bl.a. Ebeltoft, Mols og Hornslet og har en kostafdeling.
Skolen blev grundlagt i 1917 som præliminær- og studenterkursus af forstanderen på Rønde Højskole, Kresten Herskind, under navnet Rønde Artiumkursus, senere Rønde Studenterkursus. I 1921 blev kurset statsanerkendt og fik eksamensrettigheder. I 1978 skiftede skolen navn til Rønde Gymnasium og Studenterkursus, da man nu tilbød den treårige gymnasiumundervisning. Samme år fik man også en henvisningordning med Århus Amt. Efter at det sidste kursushold dimitterede i 1984, skiftede skolen navn til Rønde Gymnasium. I 2010 overgik skolen til statsligt selveje, og i 2021 skiftede den atter navn, nu til Syddjurs Gymnasium.